# Borisz Fjodorovics Budnyikov
Borisz Fjodorovics Budniykov, oroszul: Борис Фёдорович Будников (Szaratov, 1942. február 16. – Moszkva, 2023. április 26.) olimpiai és világbajnoki ezüstérmes, Európa-bajnok szovjet válogatott orosz vitorlázó.

## Pályafutása
A VSZ Moszkva versenyzőjeként három olimpián vett részt Soling osztályban. 1972-ben a kilencedik, 1976-ban a negyedik helyen végzett. Az 1980-as moszkvai olimpián ezüstérmet szerzett társaival: öccsével, Alekszandr Budnyikov és Nyikolaj Poljakovval. 1984-ben a torbolei világbajnokságon ezüstérmes lett. 1986-ban fejezte be az aktív versenyzői pályafutását. 1992-ig a szovjet válogatott szövetségi kapitánya volt.

## Sikerei, díjai
- Olimpiai játékok – Soling
  - ezüstérmes: 1980, Moszkva
- Világbajnokság – Soling
  - ezüstérmes: 1984
- Európa-bajnokság
  - aranyérmes: 1980 (Soling)
  - ezüstérmes: 1971 (Star), 1982, 1983 (Soling)